# Kozanovo, Plovdiv
Kozanovo (în bulgară Козаново) este un sat în comuna Asenovgrad, regiunea Plovdiv,  Bulgaria. 

## Demografie
Componența etnică a satului Kozanovo
     Turci (1,09%)
     Bulgari (94,7%)
     Nicio identificare (4,2%)
     Altele (0%)
La recensământul din 2011, populația satului Kozanovo era de 642 locuitori. Din punct de vedere etnic, majoritatea locuitorilor (94,7%) erau bulgari, cu o minoritate de turci (1,09%). Pentru 4,2% din locuitori nu este cunoscută apartenența etnică.